# XEXEX
『XEXEX』（ゼクセクス）は、コナミが開発し1991年より稼働開始されたアーケード用横スクロールシューティングゲームである。
日本国内版と国外版ではゲームシステムが異なる。本項では特記なき限り日本国内版について解説する。

## 概要
人類が惑星間飛行をも可能にした未来が舞台。最新鋭戦闘機「フリントロック」を操作して、地球に届いたテレパシーに従い謎の生命体「フリント」を惑星「イースクウェア」まで連れて行くことがプレイヤーの目的となる。
『グラディウスII -GOFERの野望-』（1988年）スタッフ制作の完全新作シューティングということでアーケードゲーム誌『ゲーメスト』では発売前から特集が組まれるなど、注目度が高かった。
ゲーム中のグラフィックは、当時にしては珍しい半透明合成をはじめ、拡大縮小回転処理とラスタースクロールによる立体的な表現が多用された。これは特殊チップの使用によるものとされていたが、後に開発者がかなりの部分をソフトウェア処理でカバーしていることを明かしている。実際は、1面、3面、7面の奥側の背景の一部は、カーレースゲームの路面を疑似3D表示するための専用ICのプロトタイプを使用していた。
本作は、当時のコナミのシューティングゲームとしては『パロディウスだ！～神話からお笑いへ～』と同じ「2周エンド」である。
デモの声は、イレーネ姫を島本須美が担当していることは公表されており、インストカードにも声優名が明記されている。島本がクラウスおよびパワーアイテムを取得した時の声、ランキングに出てくるおみくじの声などのその他のゲーム内の声も担当していると噂されたが、2011年9月22日に発売されたKONAMI SHOOTING COLLECTION(LC2039-2048)のライナーノーツで公式に否定されておりクラウスに関してはコナミの社員が声を担当していることが関係者の発言によりわかっている。なお、2022年10月11日に行われたゲーセンミカドの本ゲームのYoutube配信にクラウスの声を担当した人間が匿名の『クラウス閣下』名義ながら電話で参加し、ゲームのデモシーンに合わせて生アテレコを披露している。なお、地の喋りは関西弁であった。
ランキングでは、ネーム入力後神社からデフォルメされたフリントが出現し、おみくじを引くというシチュエーションで一風変わっている。なおおみくじには「ハズレ」「中吉」「大吉」の3種類のどれかが決められる。
タイトルの意味及びフリントの謎はエンディングで明かされる。さらにその後のスタッフロールでは自機、フリント、敵などのキャラクターだけでなくスタッフもデフォルメされて出てくる。
なお、上記の通り、業務用の高性能な基板を使っていたため、当時の家庭用ハード性能ではその限界から移植できず、完全移植までには15年もの歳月を待たなければならなかった。PCエンジンへの移植計画も一時期存在し、CS開発チームも積極的だったが、困難が多く中止となった。コナミは本作を最後に『極上パロディウス』（1994年）までアーケードのシューティングゲームをリリースしなかった。

## システム
本ゲームでは。自機である「フリントロック」を8方向レバーで操作し、ショットボタン、フリントボタンの2つのボタンを使ってステージを進んでいく。ショットボタンでは主に自機からのメインショット、フリントボタンでは謎の生命体「フリント」の着脱・呼び戻しを行う。
ゲームスタート時はメインショットに「フォトンビーム (PHOTON BEAM) 」を装備しており、後述のレーザーアイテムを取得することでメインショットを切り替えられる。

### フリント
フリントは、自機「フリントロック」が機首前方に装着する球形状の物体（設定上は「謎の生命体」）で、プレイヤーが自由に着脱できる（密着状態でもフリントボタンを押さない限り装着しない）。フリントは計3つの形態があり、パワーアップのアイテムを取得することで2段階までパワーアップできる。
フリントは無敵で、敵弾も消せ、上手くボスの弱点に当てれば連続でダメージを与えられる。フリントを装着している状態と離している状態では可能な攻撃が変わるため、これを使い分けることがポイントになる。
フリント装着状態
フリントを装着している場合、フリントは前方からの攻撃を防ぐバリア的な役割を果たすが、レーザーなど貫通する武器は防げない。この状態でショットボタンを押し続けることでエネルギーを溜め、フリントが点滅した状態でボタンを離すと触手を前方に伸ばす「フリント地獄突き」(これが正式名称)という攻撃ができる。チャージ時間に応じてフリントの色が2段階に変化し、2段階目では地獄突きがより長く伸びる。この時放たれる触手の数は、フリントのパワーアップ状態によって最大3本にまで増えるようになっており、2本目以降は自機付近の上下方向にも攻撃範囲が拡大する。地形を無視して貫通可能なため、障害物越しの敵へも有効である。また、フリントが点滅した状態でフリントボタンを押すと、フリントを前方に勢いよく飛ばす「フリントシュート」になり、射出後はフリント離脱状態になる。チャージ段階に応じて射出距離が変わり、1段階で画面横半分まで、2段階で画面端まで届くようになる。
フリント解放状態
フリントを解放している場合、フリントは触手を伸ばし、フリントロックの上下位置を参照しながら敵に向かって移動する。この触手の本数もパワーアップアイテムにより最大3本まで増える。フリントは無敵で、敵に接触するとダメージを与える。敵弾を消すバリアの代わりとしても使え、触手が展開されることでより広い防御空間を発揮する。フリントボタンを押すとフリントは自機の元に移動し、装着される。なお、フリント離脱時はフリント地獄突きが使用できない代わりに、ショットが押しっぱなしで自動連射となる。
上記の通り、フリントの性質は『R-TYPE』のフォースに似ているが、以下の点でフォースとは操作性が異なっている。
- フォースは自機が近づくことで自動的に装着されるが、フリントは自機と重なってもフリントボタンを押さない限りは装着されない。
- フォースを外した場合自機からは通常ショットしか発射されないが、フリントを外した場合は自機から装備しているショットが発射される。
- フォースを外しても溜め撃ち（波動砲）は使用できるが、フリントを外すと溜め撃ち（フリント地獄突き、フリントシュート）は使用できない。
- フォースは自機の移動に応じて移動し、自機がショットを発射しない限り攻撃（ショット）しないが、フリントは自動的に敵の近くに移動して自動的に攻撃（触手）する。
- フォースは自機の後方にも装着できるが、フリントは自機の前方にしか装着できない。
- フリントを装着していない場合、自機の上下移動に対し、それを追う様に上下移動する。これを応用して、自機前方の前方障害物の後ろに居る敵と同じｙ座標にフリントシュート並びに、放出して敵も真上や真下に配置した後、レーザーワインダーの要領で動いて、敵をフリントの動きによって倒す「フリントワインダー」（ゲーメストが命名）という攻略テクニックが使えるが、フォースには、それが出来ない。
- フリントを自機の側でボタン連射で高速に着脱を繰り返し、触手の素早い出し入れによって自機周辺の敵通常弾を消して防ぐ高等テクニックがあるが、フォースには触手が伸びないので、それを応用した弾幕回避は不可能。

### アイテム
基本的に、アイテムを所持する敵（白く点滅する機体）を倒して手に入れるが、同社の『グラディウス』や『サンダークロス』等と異なり、どの敵がアイテムを所持しているか判り難い。但し、一部特定（ステージ５など）を除けば、入手アイテムはランダムとなる。
ステージ内には幾つかの隠しアイテムポイントが存在し、そこを撃つとアイテムがランダムで手に入る。運が良ければ、先のステージで登場する装備を序盤で手に入れることもできる。1UPはここにしか出現しない。
スピードアップ SPEED UP
自機の移動スピードがアップする。最高4段階。
フリントパワーアップ FLINT
フリントの触手が1本ずつ、最大3本まで増加する。また、フリント装着時の『フリント地獄突き』の攻撃範囲と威力が強化される。
スパイラルレーザー SPIRAL LASER
ステージ1から登場。その名の通り、渦巻き型に前方へ広がるレーザー。攻撃範囲が広く貫通力があり、弱点が小さい敵に対して特に有効だが、狭い場所では遠くへ届く前に地形に当たって消えることも多い。最大2連射。
ラウンドレーザー ROUND LASER
ステージ1から登場。自機根元から広がるように発射された後、一定距離（画面端から画面中央を起点）で収束するように斜め方向に直進し、広範囲に拡散する弾型のショット。貫通力なし。連射可能。フォトンビーム(ノーマルショット)と同じように散らせるように攻撃できるため扱いやすい。
グラウンドレーザー GROUND LASER
ステージ1から登場。前方向へは6連射可能なショット、斜め下方向へは地形を這って進むレーザーを発射する。レーザーは地形に遮られずに進めるため、障害物の多いところで効果を発揮する。
シャドウレーザー SHADOW LASER
ステージ2から登場。貫通能力があり上下に移動すると攻撃判定のある残像が残る青いレーザーを発射。グラディウスのレーザーワインダーに似ている。連射不可だが高威力で正面方向へ集中的に狙える。
ホーミングレーザー HOMING LASER
ステージ3から登場。前方向へ直進するレーザー、上下方向へ敵に反応して曲線的に軌道修正する追尾型レーザーを放つ。追尾レーザーは最大90度まで曲がるが90度より後方には誘導せず、同時に前方への軌道修正も行わない。攻撃力は低いが、自機の移動でレーザーも追従するため前方広範囲をカバーできる。上下に敵がいると正面へ集中攻撃できず、逆に貫通力があり連射できないため、耐久力の高い敵に接近されると弱い。
サーチレーザー SEARCH LASER
ステージ5から登場。直角に連続で曲がって敵を追跡する高速レーザーを1本撃つ。ホーミングレーザーでは不可能だった後方への追尾も可能で固い敵にまとわりつけるなど高い追尾性能を有し、敵への貫通能力もあるためあらゆる位置の敵を攻撃可能だが、それゆえに撃つ必要のない敵をしつこく追い続けることも多い。連射できず攻撃力も低いため隙ができやすく、ホーミングレーザーと同様に敵の弱点に攻撃が届きにくいなどの欠点も持つ。
1UP
残機が1機増える隠しアイテム。「XEXEX」というタイトルロゴの形をしている。

### 日本国外版
本作は、日本国外では欧州版と北米版が展開されていた（以下、海外版）。日本国内版（以下、日本版）の基本的なゲームシステムは踏襲しているものの、様々な点で変更が加えられている。ゲームシステムも色々と変更があり、これによってゲーム性が日本版とはかなり異なっている。
また、北米版のみゲーム名が「ORIUS」に変更されている。
以下は日本版との違いである。
ゲームシステム
- 2人同時プレイ可能。
  - 1P側と2P側でフリントの色が異なり、1P側が青、2P側がオレンジ(日本版と同一)。
  - 1P側の自機は日本版と同じであるが、2P側の自機は1P側自機のデザインとは全く異なっている。フリントを固定するアームの仕組みまで変わっている。
  - ステージクリア時のスペシャルボーナスもそれぞれで配分される。
- 日本版は残機制であるが、海外版はエネルギー制になっている。敵の攻撃などを受けるとエネルギーが減少していき、エネルギーがなくなると自機が破壊に至りゲームオーバー。日本版の「1UP」アイテムがエネルギーを回復するアイテムになっている。
- フリントの切り離し動作が常にフリントシュートになる。チャージの有無によって飛距離が異なる。
- メインショットのバリエーションが1種類のみ。日本版の「ラウンドレーザー」アイテムを取るとパワーアップし、最大で5WAYになる。日本版のラウンドレーザーに似ているが、途中で収束することはなく、扇状に拡散するショットになっている。
- サブウェポンとして高威力のホーミングミサイルが追加されている。初期段階では発射できず、日本版の「ホーミングレーザー」アイテムを取ることで装備できる。最大で同時に4発まで発射可能。ミサイルの航跡の色がフリントの色に準ずる。
- フリントの触手の長さが日本版より短くなっている。
- コンティニューの演出が異なり、カウントダウンがプレイ中の画面に直接オーバーレイ表示される。タイマーも20カウントと倍になり、コンティニュー後はその場で復活。
- アイテムは、スピードアップ、メインショット強化、ホーミングミサイル、エネルギー回復、フリント強化の計5種類となっている。

ステージ構成
- 1周目の時点で、日本版の2周目に相当する多量の敵キャラが配置されている。雑魚だけではなく、ボスも強化・増加している。5周目で最大難易度となる。
- 日本版は1周クリアでエンディングデモが挿入されるが、海外版は3周する必要がある。

その他
- ステージ開始時に、ステージの舞台となる惑星の名前が表示される（ステージ6,7を除く）。
- アドバタイズ時のコナミロゴ、スコアランキングの表示画面で、フリントロックが宇宙空間を飛び回るデモが追加されている。
- ランキングのおみくじがない。干支の選択もなくなり、名前入力のみになっている。
- ゲーム中の音声は日本語版と同じだが、テキストが英語になっている。

## ストーリー
惑星間飛行が可能になった時代、人類は謎の物質フリントを発見する。あらゆる調査の結果、フリントは生命体である事が発覚する。時を同じくして、惑星イースクウェアのイレーネと名乗る人物から「私の星を助けて」という内容のテレパシーが人類に向けて発信された。人類は最新鋭戦闘機であるフリントロックを開発、フリントと共に惑星イースクウェアへ向かう事となった。

## ステージ構成
全7ステージ。2周目は敵キャラの配置だけではなく背景の色も変化するステージもある。
海外版ではステージ開始前に英語のステージ名が入る。
| 面 | 解説 |
| -- | --- |
| 1  | 鉱山ステージ（PLANET ZUVGEAR）。スタート時の上下には当たり判定が無い。序盤が終わってスクロールが変わってから、上下に地形が出来る。途中から地形が盛り上がってくる場所がある。 ボスは二体いて、一体ずつ倒すと、砲門型ユニットを装備して襲ってくる。 |
| 2  | DNA細胞ステージ（PLANET DIS）。地形の中からも、敵が実体化して襲ってくるようになる。途中から現れる大型細胞も、小型細胞を出して来る。 ボスは小型細胞を多数を招き寄せて、攻撃をしてくる。 |
| 3  | 空中庭園ステージ（PLANET LAEAU LAILE）。上下に無限スクロールする。敵を倒した時の音が他のステージと異なる。敵も数が多く、フリントを駆使しなければ先に進めない。 ボスは巨大な中国風ドラゴンで火炎弾や、長い巨体を活かした体当たり攻撃を仕掛けてくる。 |
| 4  | 生物ステージ（PLANET ARTERE COEUR）。途中で上下に分岐する。耐久力の高い敵や大きくうねる地形が特徴となっている。 ボスは触手を巧みに使用してくる。 |
| 5  | ポリゴンステージ（PLANET LOGINES）。弾を大量にばら撒く雑魚が多い。天狗のような中ボスが出現する。 後半では画面が勝手に右上に上昇していくので、微妙なコントロールを要求される。 ボスは本体と回転する壁面の2体により攻撃してくる。 |
| 6  | 宇宙空間ワープステージ（WARP）。始まって直ぐに大型戦艦や、大型敵との戦いとなるが、少し後に高速スクロールステージとなる。 高速スクロール中にはフリントを放出すると、フリントが強制的に後方へ押し流されてしまう上に、フリントを装着していても敵弾はともかく、敵の高速体当たりを 受けるとやられてしまうので、ステージ特性を掴まないとクリアは難しい。途中に現れる小惑星は、ショット連射やフリント地獄突きで押し出す事が可能。 ボスは太目のロングレーザーを放つユニットを周囲に配置（破壊可能）している。 |
| 7  | 要塞ステージ（PACHEL BELL II）。前半は破壊出来ない肉団子が大量に弾をばら撒いてくる。中盤では突然敵編隊が出現する箇所がある。 要塞内部では通路から常に敵が出現する地点がある。後半は「カニ」と呼ばれる巨大なメカが通路で動き回っており、その後には変形して自機を潰そうと圧迫してくる地形を 抜けるシーンがあり、そこを突破してからクラウスが乗りこむ最終ボスと対決する。 最終ボスは2段階に変化する。 |

## 登場キャラクター
イレーネ・ラ・ティアス
惑星イースクウェア王女。クラウスたちに攻め込まれ闘う手段が無かったのでテレパシーで地球に助けを求めるが、クラウスに捕まり酷い仕打ちを受けていく。
イレーネオフィシャルデータ（サウンドトラックのおまけより）
出身はイースクウェア、年齢は17歳。身長は158cm、体重は42kg、スリーサイズは83・57・85。
クラウス・パッヘルベル
惑星イースクウェアに侵略しイレーネ姫を拘束した王子。自尊心にあふれた性格で、捕えたイレーネをいたぶる一方、自陣が押されると激昂し最終的に自らが出陣すると宣言する。

## 移植版
| タイトル                               | 発売日         | 対応機種                                   | 開発元 | 発売元     | メディア                              | 型式       | 備考                          |
| -------------------------------------- | -------------- | ------------------------------------------ | ------ | ---------- | ------------------------------------- | ---------- | ----------------------------- |
| 沙羅曼蛇 ポータブル                    | 2007年1月25日  | PlayStation Portable                       | M2     | KDE        | UMD                                   | ULJM-05219 |                               |
| 沙羅曼蛇 ポータブル コナミ・ザ・ベスト | 2008年3月13日  | PlayStation Portable                       | M2     | KDE        | UMD                                   | ULJM-05322 | 廉価版                        |
| 沙羅曼蛇 ポータブル コナミ・ザ・ベスト | 2009年7月30日  | PlayStation Portable (PlayStation Network) | M2     | KDE        | ダウンロード                          | -          |                               |
| XEXEX                                  | 2021年12月23日 | PlayStation 4 Nintendo Switch              |        | ハムスター | ダウンロード (アーケードアーカイブス) | -          | 欧州版、北米版（ORIUS）も収録 |

アーケードアーカイブス版
こだわり設定で、基板でのゲーム描画速度の再現が可能。また、欧州版、北米版では使用するプレイヤー設定（1P、2P）、開始時の周回設定(最大5)が設定可能。

## 音楽
音楽はコナミ矩形波倶楽部の古川もとあき、むちむちぷりん聡子が担当している。新開発したPCM音源の機能を多用した曲は、矩形波倶楽部のライブでの演奏や、アレンジの収録も数多い。スタッフロールBGMの"Time to Party Hearty!!"はアレンジされ『ツインビーPARADISE』でも用いられた。
| 使用場面               | 曲名                                     |
| ---------------------- | ---------------------------------------- |
| タイトルデモ           | Battle cry-All Hands to Station!         |
| コイン音〜コインデモ   | Think Tank                               |
| 1面                    | Breeze                                   |
| ボス                   | Boost Up!                                |
| ステージクリア         | Gimme A High Five                        |
| 1面クリア後中間デモ    | Please                                   |
| 2面                    | With Zero G                              |
| 2面クリア後中間デモ    | Hey! Mr.Wonderful                        |
| 3面                    | Crystal Clear                            |
| 3面クリア後中間デモ    | Help Me Quickly!                         |
| 4面                    | Let's Give'em The BIZ                    |
| 4面クリア後中間デモ    | I Dare You                               |
| 5面                    | The Polygontal Energy                    |
| 5面クリア後中間デモ    | No More Time                             |
| 6面（ワープ前）        | Happy Daymare                            |
| 6面（ワープ後）        | Out of The Blue From The Hyperspace Jump |
| 6面クリア後中間デモ    | Blow Your Top                            |
| 7面（空中戦）          | Shake'em Retro-roop!!                    |
| 7面（巨大戦艦）        | Go For Broke!                            |
| 7面（カニ地帯）        | Keep On Mechanical Dancin'               |
| 最終ボス登場前中間デモ | Free As A Bird                           |
| 最終ボス               | Black Eight Ball                         |
| 最終デモ               | Birthday Suits                           |
| エンディング           | My Kutie Pie Ilene                       |
| スタッフロール         | Time to Party Hearty!!                   |
| ゲームオーバー         | 6 Feet Under                             |
| コンティニュー         | Can't Wait Until Next Saturday           |
| おみくじ               | Jack Pot！-Make A Killing!!              |
| おみくじ大吉           | Way To Go！-Carry The Day!!              |
| おみくじオチ           | Snapper                                  |

## スタッフ
- ディレクター：TOM MURCHIE（高取利明）
- プログラム・デザイン：TOM MURCHIE（高取利明）、BAUMANN（藤井龍夫）、WADY TEITS（和田哲也）
- グラフィック・デザイン：MICKEY（町口浩康）、JAMES K KARK（角和邦昭）、CHA HEIFETZ（はなのちよこ）
- サウンド・デザイン：CAROL QUEEN（古川元亮）、MICHAEL OLDRIER（前沢秀憲）、ROSETTA STONE（宮脇聡子）、SHANGHAI MANMOS（橋本明子）
- ハードウェア・デザイン：JEAN SIMONS (D.KONISHI)
- タイトル・デザイン：NISSY BALVOA（西村孝）
- スペシャル・サンクス：井上正廣、K.BAN、はしまけいすけ、BENLY YAMAMOTO（山本耕司）、チーム・ピッグス

## 評価
アーケード版
ゲーム誌『ゲーメスト』誌上で行われていた「第6回ゲーメスト大賞」（1992年度）において、読者投票により大賞3位を獲得している。その他に、ベストシューティング賞で2位、ベスト演出賞で6位、ベストグラフィック賞で1位、ベストVGM賞で1位、プレイヤー人気で9位、年間ヒットゲームで10位を獲得した。